# 7,65 × 53 мм Argentino
7,65×53 мм Argentino (официальная номенклатура C.I.P.: 7,65 × 53 Arg., также известен, как 7.65×53mm Belgian Mauser) — унитарный винтовочный патрон с гильзой без выступающей закраины, размерностью 7,65×53 мм, общей длиной патрона в 77,8 мм, диаметром пули в 7,91 мм и энергией в 3651 Дж. Гильза — беспоясковая, бутылочной формы, капсюль системы Бердана, шаг нарезов ствола 10 дюймов. По баллистическим качествам близок британскому патрону .303.
Аргентинский генералитет, считавший прусскую систему военной подготовки непревзойдённой (что отразилось в отправке курсантов на обучение в Германию), сотрудничал с немцами и в сфере производства вооружения. Результатом стало появление винтовок Mauser Argentino 1891 и Mauser Argentino 1909 и патрона 7,65×53 мм Argentino, принятого на вооружение аргентинской армии в 1891 году. А после введения его в качестве штатного винтовочно-пулемётного патрона получил широкое распространение и на североамериканском рынке боеприпасов. Его производством, под маркой 7,65 Argentine, занялись компании «Ремингтон» и «Винчестер».

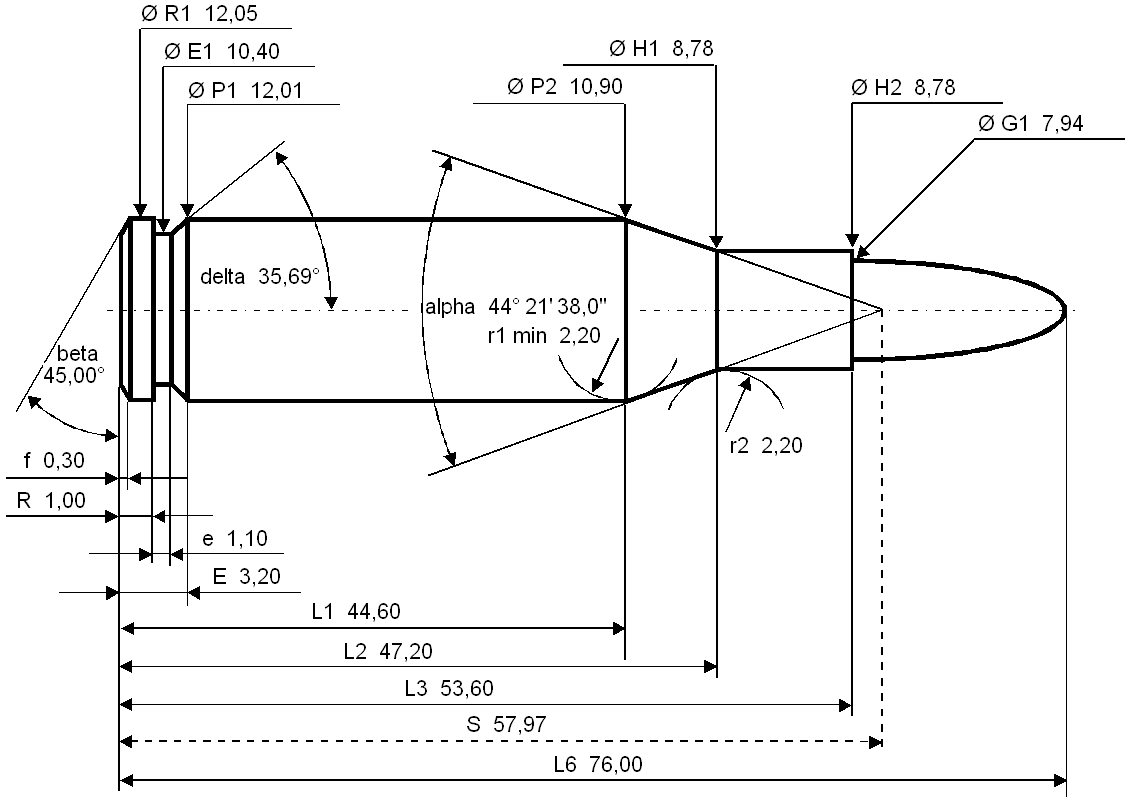
Схема патрона

Патрон 7,65×53 мм Argentino применялся в винтовке Mauser Argentino 1891, карабине Mauser М 1891/31, пулемёте Фиттипальди и некоторых других образцах огнестрельного оружия.
В 1950—1960-х заменён многими странами на патрон 7,62×51 мм НАТО. В настоящее время используется в резервных частях Аргентины. До начала Второй мировой 7,65 × 53 Arg. считался хорошим патроном для охоты на все виды североамериканской дичи, за исключением бурого медведя. Производство боеприпаса, в связи с большим количеством оружия, выпущенного под него, продолжается.